# Carl Hedelin

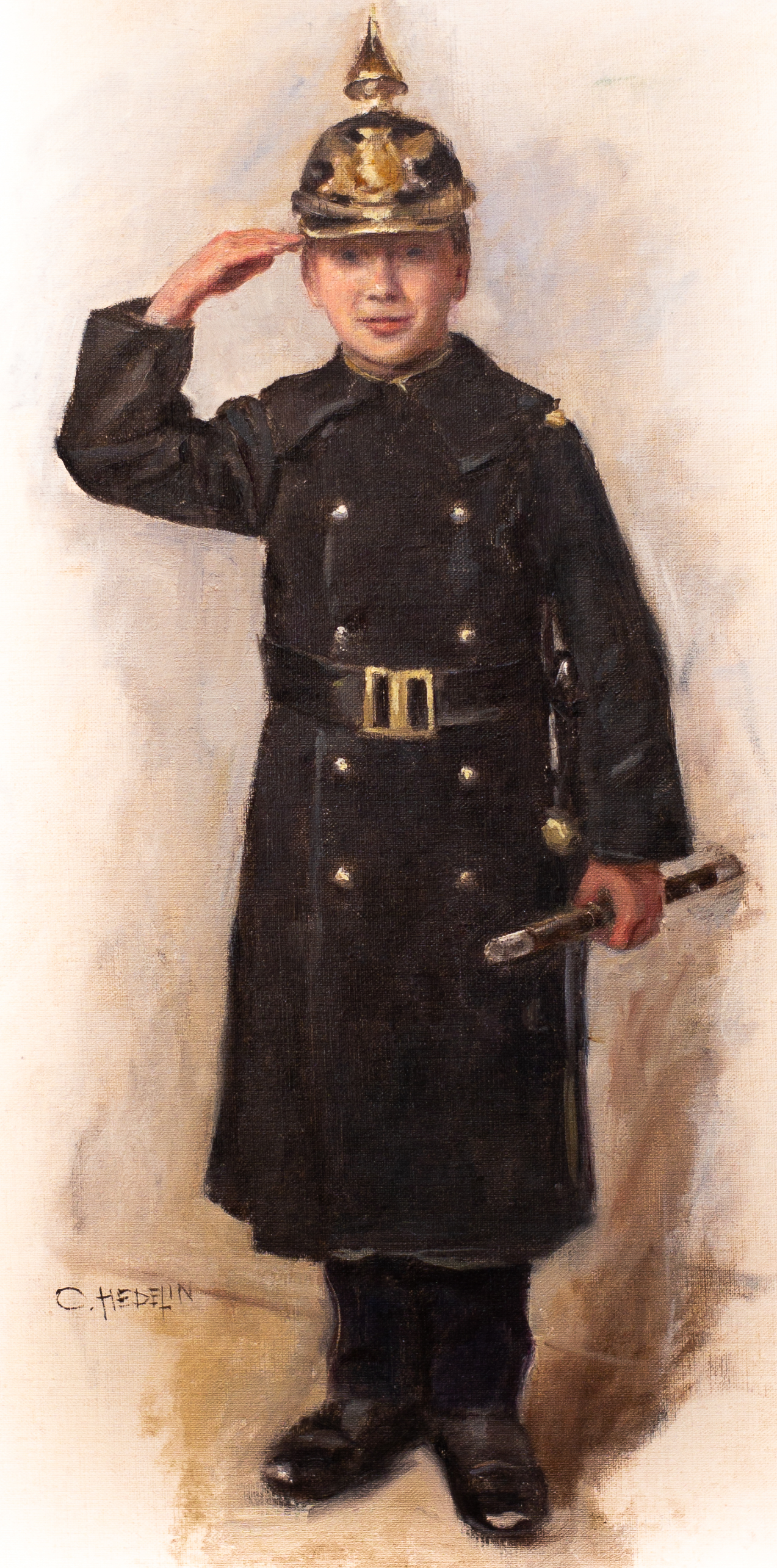
The Young Policeman

Carl Axel Hedelin, född 14 mars 1861 i Borås, död 3 augusti 1894 i Paris för egen hand, var en svensk konstnär och tecknare.
Han kom från ett faderlöst hem och tvingades redan i 10-årsåldern att försörja sig själv och sin sjuka mor genom att arbeta på en snickerifabrik i Borås. Han drabbades av en handskada och tvingades att vistas hemma under en period och för att fördriva tiden började han teckna. Hans alster väckte uppmärksamhet och hans principal ordnade en insamling som skulle ge Hedelin möjlighet att studera vid Stockholms slöjdskola. Han fortsatte därefter studierna för bland annat Edvard Perséus vid Konstakademien i Stockholm 1880-1886. Vid akademien belönades han med den hertigliga medaljen för en väl utförd akvarellmålning. För att kunna klara sin försörjning avbröt han studierna 1885 och tog anställning som ritare vid paleobotaniska avdelningen vid Riksmuseum, och samtidigt medverkade han med teckningar i flera tidningar och publikationer. Arbetet vid Riksmuseum tog mycket av Hedelins tid och hans eget skapande kom i andra hand. Han sparade pengar för att kunna vidareutbilda sig i Paris, men tvingades år efter år att uppskjuta resan. När han äntligen kunde bege sig till Paris våren 1894 var han bruten av svårmod och sjuklighet och tog inte ens med sig sitt målarskrin. När han besökte en av konstsalongerna i Paris lyfte han på den fastskruvade glaskupan över en liten guldstaty för att kunna se den bättre. En vaktmästare missförstod handlingen som ett försök till stöld och han häktades. Vid domstolsförhandlingen dömdes han till ett års fängelse och han drabbades av vansinne i sin cell. Innan hans vänner i Sverige hann överklaga straffet och utverka hans frigivning tog han själv sitt liv. Samtidigt med Hedelin satt även Ivan Aguéli i en polisarrest i Paris men han släpptes kort efter Hedelins självmord. Hedelin ansågs av sin tid som en stor målarbegåvning och en mycket duktig akvarellist, men på grund av sin ekonomi tvingades han att arbeta mer för brödfödan än att skapa egna bilder. Men när han väl fick möjlighet att skapa eget utförde han porträtt, landskap, ofta vinterbilder, genremotiv och interiörer. Vid sidan av arbetet illustrerade han bland annat samlingsverket Vårt folk. Hedelin är representerad vid Nationalmuseum, Kungliga biblioteket, Stockholms stadsmuseum, Stockholms stadshus, Nordiska museet, Uppsala universitetsbibliotek, Norrköpings konstmuseum och Östergötlands museum.